# Краснопёровка
Краснопёровка (каз. Красноперовка) — упразднённое село в Кызылжарском районе Северо-Казахстанской области Казахстана. Входило в состав Бугровского сельского округа. Исключено из учётных данных в 2024 году.
Код КАТО — 595041200.

## Население
В 1999 году население села составляло 235 человек (116 мужчин и 119 женщин). По данным переписи 2009 года, в селе проживало 121 человек (64 мужчины и 57 женщин).